# Turgay Avcı
Turgay Avcı (* 1959 in Larnaka) ist ein türkisch-zyprischer Politiker.
Sein Studium beendete Avcı am 28. Juni 1985 in Beirut. Danach arbeitete er in unterschiedlichen Positionen an der EMU (Eastern Mediterranean University) auf Zypern. 2003 und 2005 wurde Avcı für die konservative Nationale Einheitspartei (UBP) ins Parlament der Türkischen Republik Nordzypern gewählt. Bis zu seinem Austritt war er auch Generalsekretär der UBP.
Im Sommer 2006 verließ er die UBP und formierte ein eigenes politisches Bündnis, die Freiheits- und Reformpartei (ÖRP). Am 25. September 2006 schlossen Avcıs ÖRP und die Mehrheitsfraktion im zyperntürkischen Parlament, die Republikanisch-Türkische Partei (CTP), ein Regierungsbündnis unter Premierminister Ferdi Sabit Soyer (CTP). Avcı wurde Außenminister und stellvertretender Ministerpräsident. Am 5. Mai 2009 wurde er durch Hüseyin Özgürgün abgelöst.
Am 19. April 2021 wurde er für einen Zeitraum von 4 Jahren zum Präsidenten vom Hochschulplanungs-, Akkreditierungs- und Koordinierungsrates YÖDAK ernannt.
Avcı ist verheiratet, hat zwei Kinder und spricht neben seiner türkischen Muttersprache Englisch, Arabisch und Italienisch.